# اگزوزیت
اگزوزیت یک محل اتصال ثانویه است که از محل فعال فاصله دارد و روی آنزیم یا پروتئین دیگری قرار دارد.
این شبیه به محل‌های آلوستریک است، اما در این واقعیت متفاوت است که برای فعال شدن آنزیم، به‌طور معمول اگزوزیت آن باید اشغال شود. اگزوزیت‌ها اخیراً به موضوعی پرطرفدار در تحقیقات زیست پزشکی به عنوان اهداف دارویی تبدیل شده‌اند.